# Charkov (rivier)
De Charkov (Oekraïens: Ха́рків, Russisch: Харьков) is een rivier die van Oktjabrski in de oblast Belgorod in Rusland naar Charkov in Oekraïne stroomt.  Ze behoort tot het afwatersysteem van de Severski Donets.
De Charkov ontspringt bij Krivenkov Jar (Russisch: Кривеньков яр) 5 kilometer ten oosten van Oktjabrski. Vandaar stroomt ze door het noorden van de oblast Charkov, waar bij het dorp Lypzi het 5,92 km² grote Travjanske-Reservoir wordt gevormd, voordat ze bij Charkov in Oekraïne in de Lopan uitmondt. De MS Lastochka was van 1996 tot 2005 de enige rondvaartboot op de Charkov en Lopan.

## Zijrivieren
De langste zijrivieren zijn de Murom met een lengte van 35 km en een afwateringsgebied van 211 km², die wordt opgestuwd tot het Muromske-Reservoir ter grootte van 4,08 km², en de 27 kilometer lange Nemysjlja (Немишля) met een afwateringsgebied van 72 km². Voorts is er nog de Vjaliv die het Vjalivsk-Reservoir van 1,74 km² vormt voordat ze in de Charkov uitmondt.

## Afbeeldingen

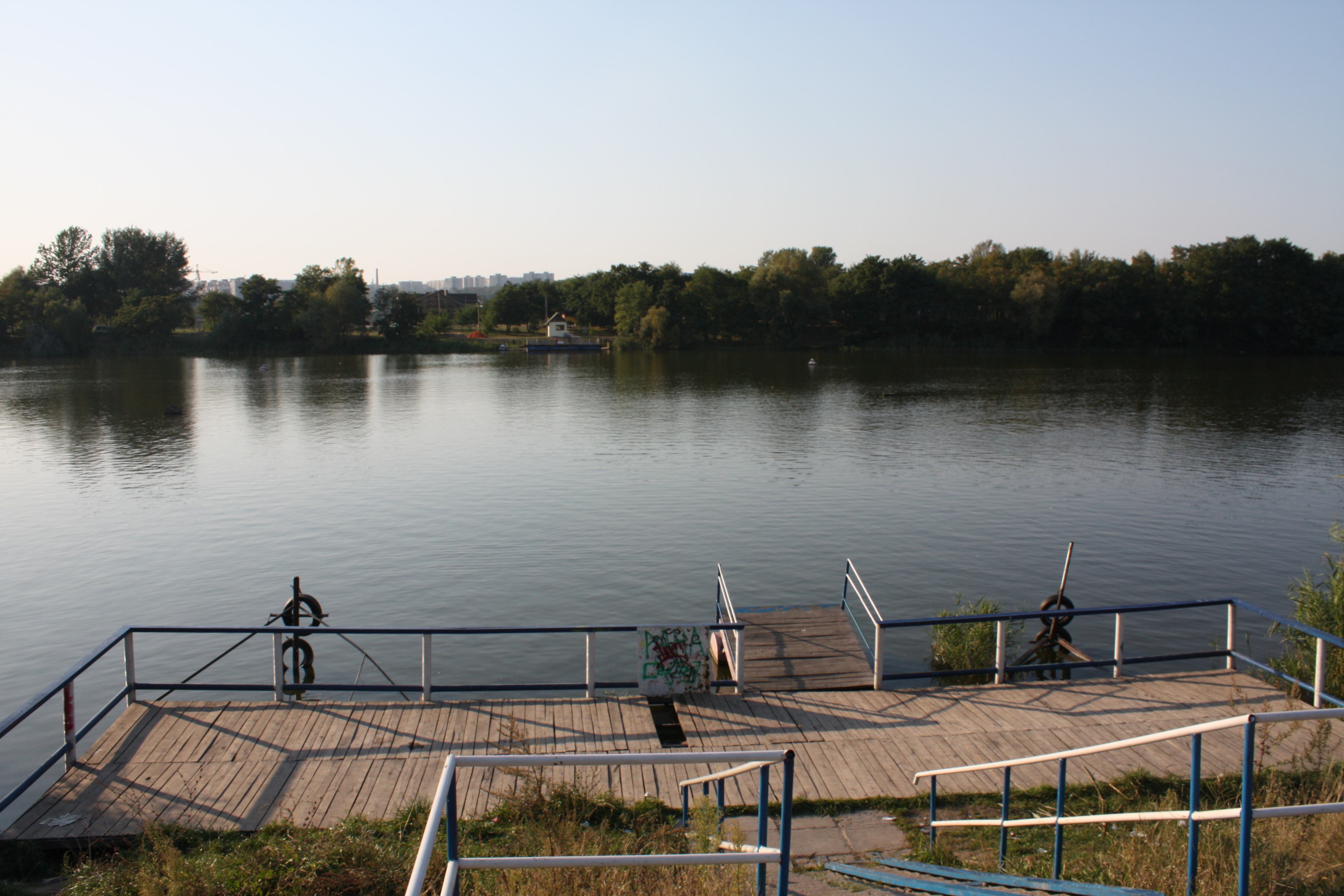
Rivier in de omgeving van Saltivka
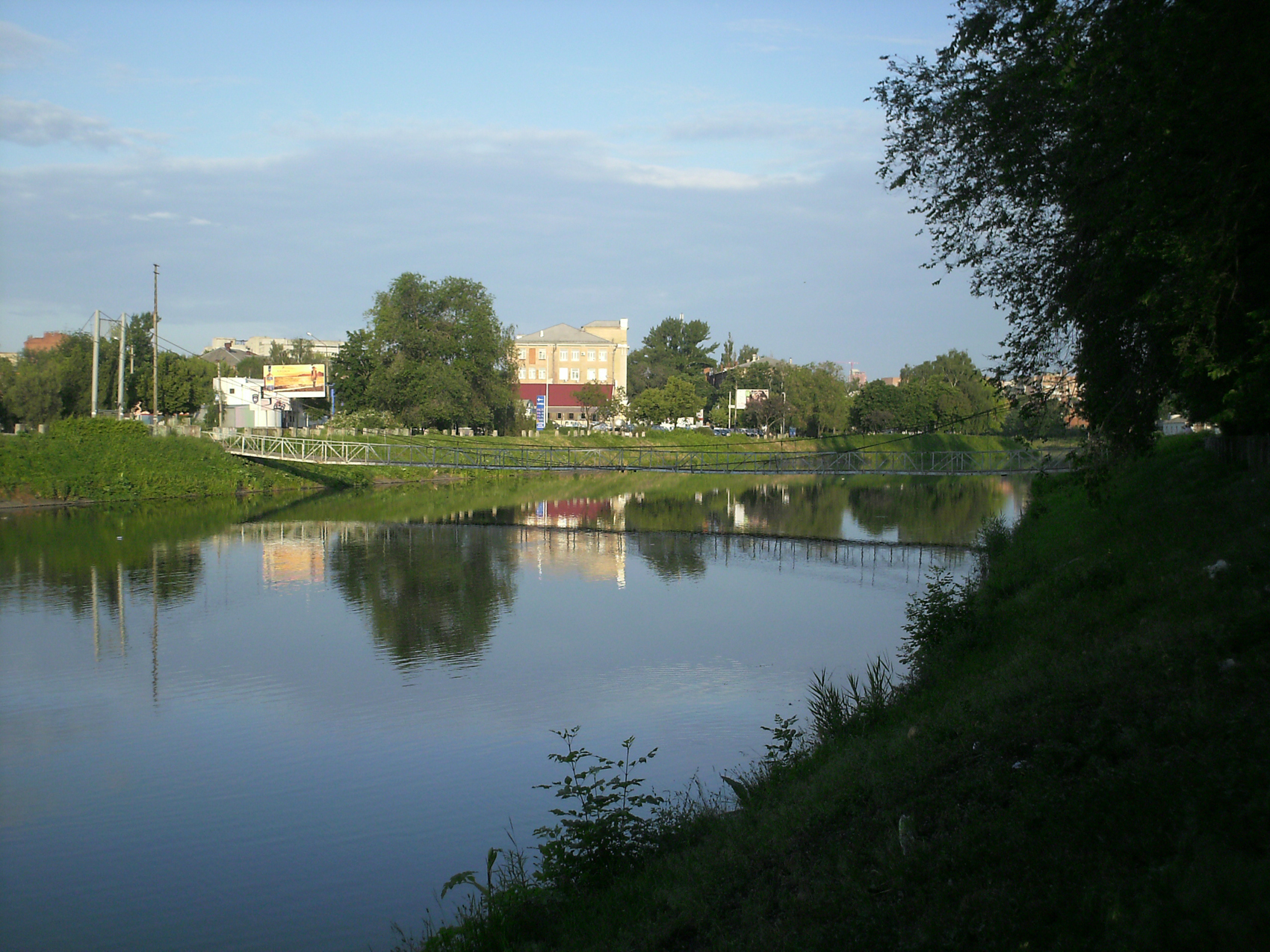
Hangbrug over de Charkov
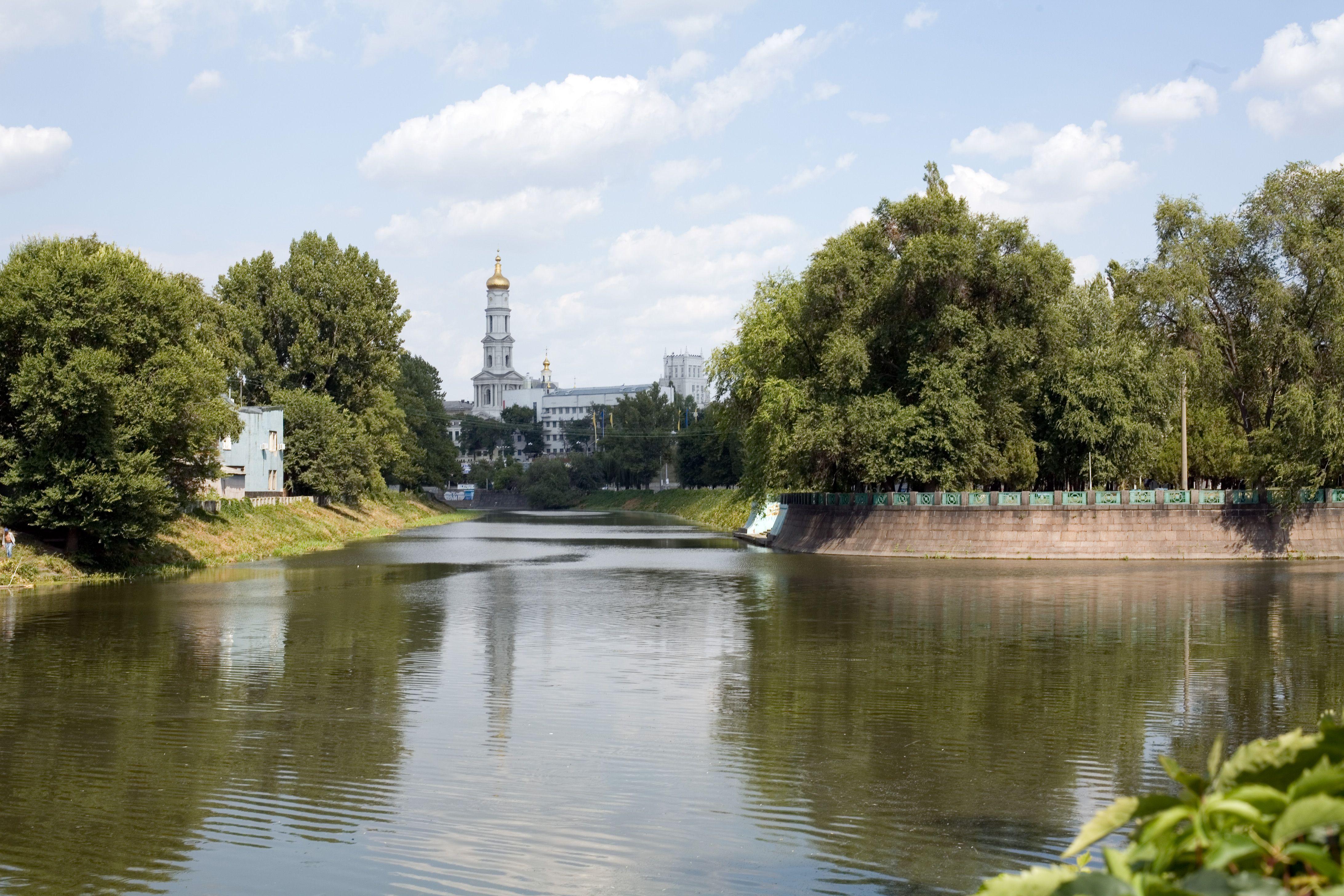
Samenvloeiing Charkov (rechts) met Lopan (links)